# Brusnengo
Brusnengo là một đô thị ở tỉnh Biella vùng Piedmont của nước Ý, có vị trí cách khoảng 70 km về phía đông bắc của Torino và khoảng 12 km về phía đông bắc của Biella. Tại thời điểm ngày 31 tháng 12 năm 2004, đô thị này có dân số 2.127 và diện tích là 10,4 km².
Brusnengo giáp các đô thị: Curino, Masserano, Roasio, Rovasenda.